# Собово
Собово (пол. Sobowo) — село в Польщі, у гміні Брудзень-Дужий Плоцького повіту Мазовецького воєводства.
Населення — 371 особа (2011).
У 1975-1998 роках село належало до Плоцького воєводства.

## Демографія
Демографічна структура станом на 31 березня 2011 року:
|          | Загалом | Допрацездатний вік | Працездатний вік | Постпрацездатний вік |
| -------- | ------- | ------------------ | ---------------- | -------------------- |
| Чоловіки | 190     | 39                 | 139              | 12                   |
| Жінки    | 181     | 33                 | 105              | 43                   |
| Разом    | 371     | 72                 | 244              | 55                   |